# Romuald-Traugutt-Park (Warschau)

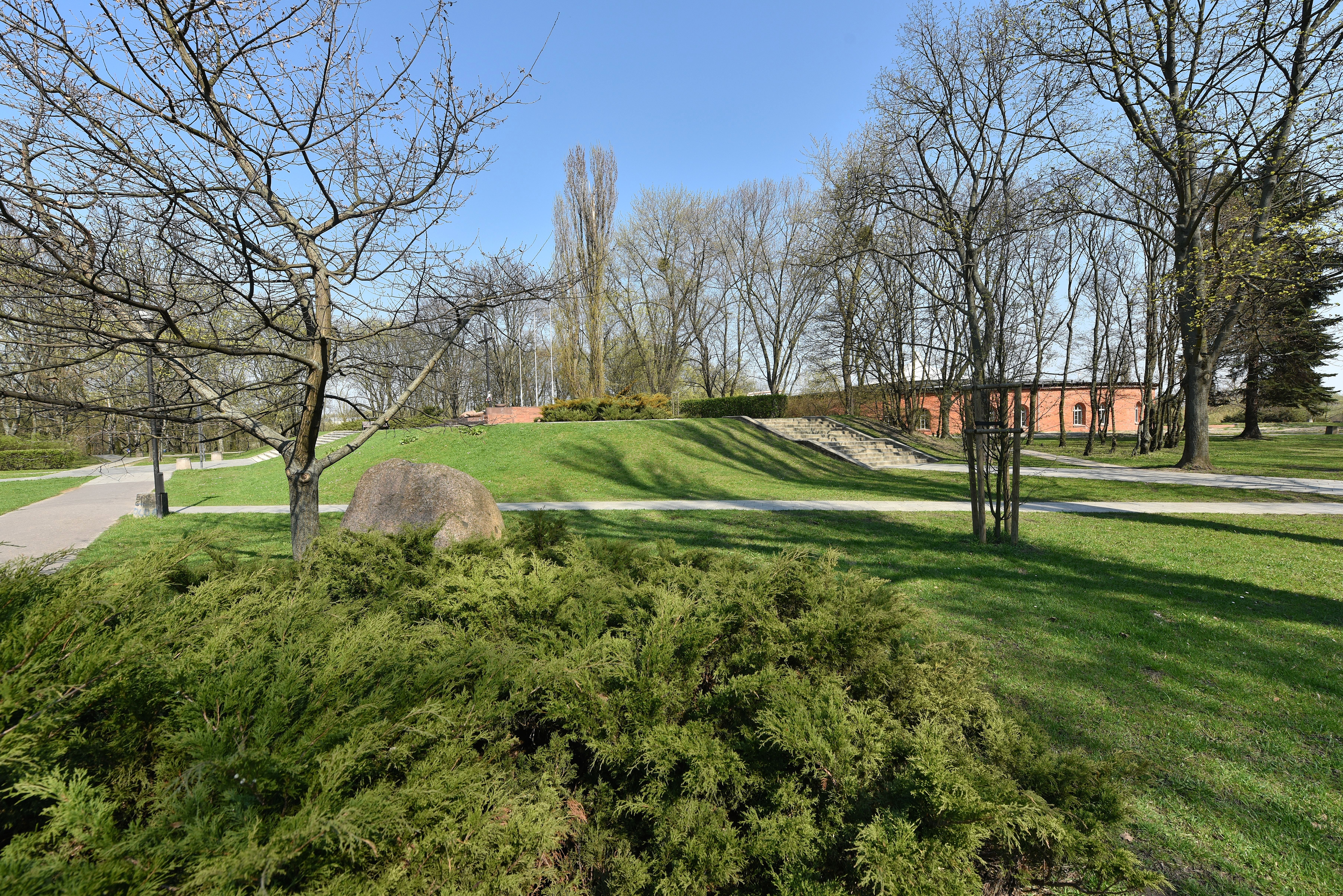
Blick auf das Fort

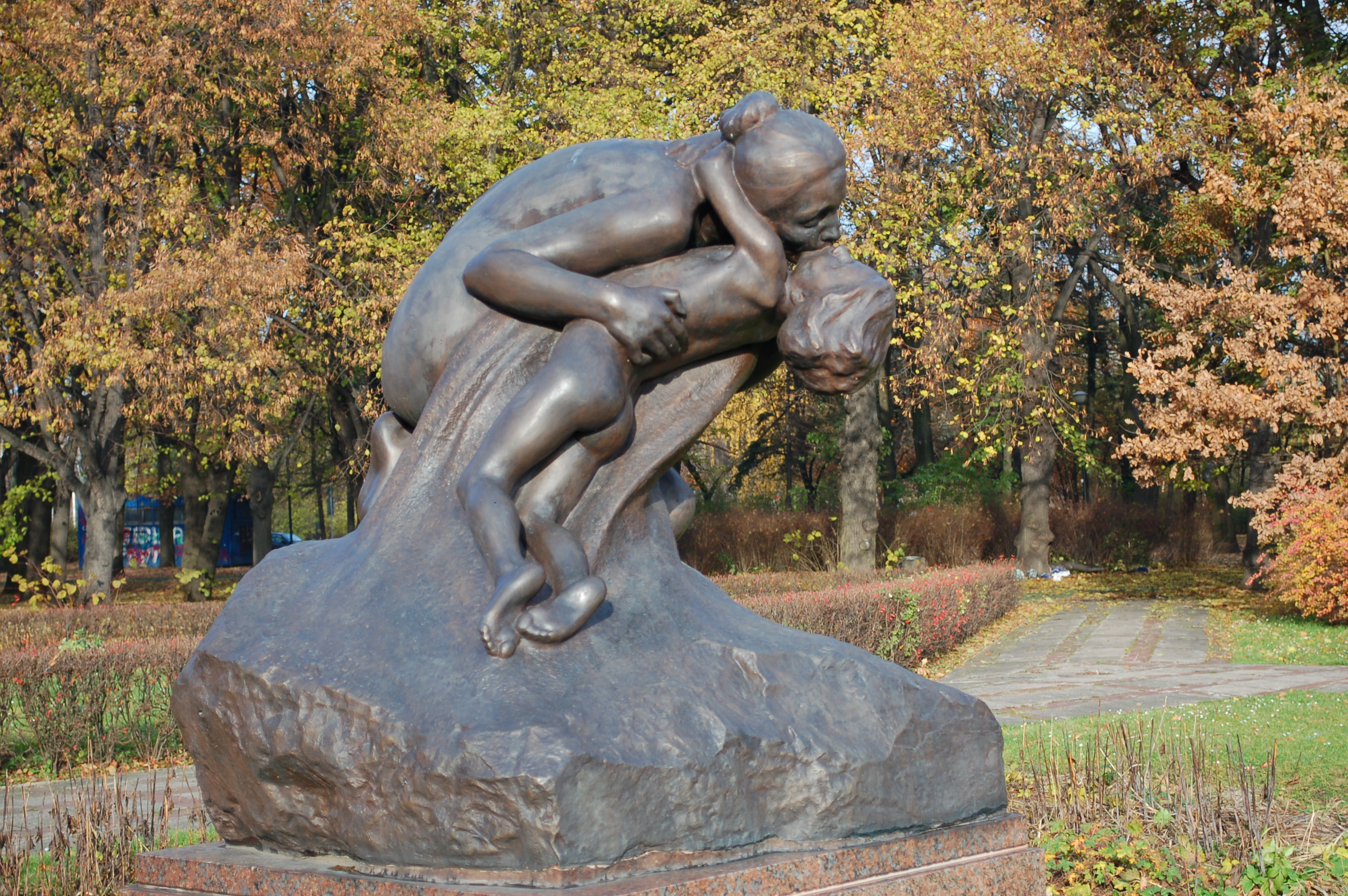
Mutterschaft von Wacław Szymanowski

Der Romuald-Traugutt-Park liegt im Warschauer Stadtdistrikt Śródmieście, im Norden der Warschauer Neustadt und grenzt im Osten an das Weichsel-Boulevard an.

## Geschichte
Der sich von der Weichselböschung erstreckende Park wurde in den Jahren 1925–1929 von Leon Danielewicz unter Beteiligung von Stanisław Zadory-Życieński zwischen der Zitadelle Warschau und der Stadtmauer der historischen Neustadt auf 22 ha angelegt. Er wurde nach dem Führer des Januaraufstandes Romuald Traugutt benannt, der hier 1864 hingerichtet wurde. Nach der Bebauung in den 1950er Jahren misst der Park nunmehr 10,4 ha. Im Park befinden sich das Fort Traugutt und das Fort der Legionen, die Königliche Quelle sowie mehrere Denkmäler.